# James Hormel
James Catherwood Hormel (Austin, Minnesota, 1933. január 1. – San Francisco, Kalifornia, 2021. augusztus 13.) amerikai filantróp és luxemburgi nagykövet (1999–2001); a Bill Clinton amerikai elnök által 1999-ben kinevezett Hormel volt az első nyíltan LMBT-személy, aki amerikai nagykövet volt; emellett LMBT-jogi aktivista is.

## Korai évei
Hormel Austinban, Minnesotában született. George Hormel unokája, a Hormel Foods alapítójáé (a Spam és más feldolgozott húskészítmények gyártója). 1958-ban BA diplomát szerzett történelemből a Swarthmore College magániskolában, Pennsylvaniában, valamint 1958-ban jogi diplomát szerzett a Chicagói Egyetemen, ahol később dékán és felvételi igazgató volt. 1981-ben a Human Rights Campaign egyik alapítója volt. Tagja volt 1995-ben ENSZ Emberi Jogi Bizottságának és az Egyesült Nemzetek Közgyűlésének 1996-os amerikai küldöttségének, valamint a San Francisco Kereskedelmi Kamara igazgatótanácsának és az amerikai AIDS-kutatási alapítványnak. Hormel 1995-ben finanszírozta James C. Hormel Meleg és Leszbikus Központ létrehozását a San Franciscó-i Közkönyvtárban. Annak a szerepe a leszbikus, meleg, biszexuális és transznemű (LMBT) történelem és kultúra dokumentálása és összegyűjtése kiemelt figyelmet fordítva a San Francisco Bay Area területére.
Hormelt Bill Clinton amerikai elnök 1999-ben az Egyesült Államok luxemburgi nagykövetévé nevezte ki. Kinevezésekor, Hormel lett az első nyíltan homoszexuális férfi, aki nagykövetként képviselte az Egyesült Államokat.
Hormel számos rendezvényen vett részt, többek között az Amnesty International által 2004-ben a Genfi Melegbüszkeség keretein belül megrendezett konferencián. 2010-ben megkapta a Lifetime Achievement Grand Marshal-díjat a San Francisco Pride igazgatóságától a több évtizednyi aktivizmusáért.

## Nagykövetsége
1994-ben Bill Clinton amerikai elnök a Fidzsi-szigetek nagykövetének posztjára tervezte kinevezni Hormelt, azonban a Fidzsi-szigeteki tisztviselők tiltakozása miatt nem terjesztette elő a jelölést. Abban az időben a homoszexualitást a Fidzsi-szigeteken börtönbüntetéssel büntették, és Hormel szexualitásának nyilvánossága ellentétben állna a „fidzsi kultúrájával”. Ehelyett Hormel-t az Egyesült Nemzetek amerikai delegációjának tagjává nevezte ki 1995-ben az Az ENSZ Emberi Jogi Bizottságában, 1996-ban pedig helyettes képviselővé ENSZ Közgyűlésében. 1997 októberében Clinton jelölte Hormelt a nagyköveti tisztségre Luxemburgban, ahol megszüntették az 1800-as években felállított homoszexualitást tiltó törvényeket.  Ez a jelölés volt nyíltan homoszexuális személy első jelölése az Amerikai Egyesült Államokban.
A szenátus külkapcsolati bizottsága elfogadta a jelölést, csak a republikánus és konzervatív szenátorok, Jesse Helms és John Ashcroft szavaztak ellene. Három másik republikánus, James Inhofe, Tim Hutchinson és Bob Smith, vallási és szociálkonzervatívok ösztönzésére, erőteljesen küzdöttek Hormel jelölése ellen. Trent Lott, a republikánus többségi vezető, a szavazás akadályozásán dolgozott, és nyilvánosan bűnnek nevezte a homoszexualitást, és az alkoholizmushoz, valamint a kleptomániához hasonlította. A keresztény-konzervatív csoportok, mint a Hagyományos Értékek Koalíciója (TVC) és a Family Research Council (FRC) nyilvánosan megvádolták Hormelt, hogy pornográfia-párti és anti-katolikus, azzal a céllal, hogy visszavonassák a jelölését. Továbbá azt állították, hogy Hormelt a katolikus vallású Luxemburgban elutasítják. A pornográfia-pártiság vádjának támogatása érdekében a TVC összeállította a San Franciscó-i Közkönyvtár Hormel gyűjteményének anyaglistáját, viszont később kiderült, hogy ugyanazok a művek a Kongresszusi Könyvtárban is fellelhetőek.  Az anti-katolikus állítás alapja egy, az 1996-os San Francisco Pride során készült televíziós interjúból származik, ahol ő nevetve látható, éppen abban a pillanatban, amikor az Örök Búcsú Nővérei arra jártak, egy olyan csoport, amely viccet űz a vallásból. A Katolikus Liga ellenezte a kinevezését a Nővérekkel való „kapcsolata” miatt, amelyet a Liga katolikusellenes csoportnak tart. Bár nem volt világos, hogy Hormel miért nevetett, a keresztény jobboldali konzervatív FRC az egész szenátusnak kiosztotta a videófelvételeket a rövid eseményről.
Hormel Luxemburgban való elfogadásával kapcsolatos aggodalmak „megszűntek, amikor az ország tisztviselői, akiknek törvényeik vannak a szexuális irányultságon alapuló megkülönböztetés ellen, jelezték, hogy szívesen látják.” Alfonse D'Amato  New York-i szenátor a kinevezés akadályozását zavarba ejtőnek találta, és sürgette Trent Lott szavazatát. Amikor Lott továbbra is ellenállt, Clinton 1999 májusában ismételten jelölte Hormelt, aki 1999 júniusában nagykövetté esküdött. Akkor partnere, Timothy Wu tartotta a Bibliát a ceremónián. Jelen volt még Hormel volt felesége, az öt gyermekük és számos unokájuk.

## Magánélete
Hormel a Hormel Foods alapítójának, George A. Hormelnek az unokája, és Jay C. Hormel fia, aki 1929-ben a Hormel Foods elnökévé vált. Hormel néhai testvére, Geordie Hormel, zenész és egy felvételstúdió tulajdonosa volt. Másik testvére, Thomas Hormel, amerikai zeneszerző és környezetvédelmi filantróp. Hormelnek öt gyermeke született, tizennégy unokája és öt dédunokája. Kaliforniában, San Franciscóban él, élettársával, Michael P. Nguyennel. A Democracy Alliance adományozói szervezet tagja.